# جو بیونگ-هیون
جو بیونگ-هیون (انگلیسی: Jo Byeong-hyeon؛ زادهٔ ۱۹۳۲) بازیکن بسکتبال اهل کره جنوبی بود. وی در بازی‌های المپیک تابستانی ۱۹۵۶ شرکت کرده‌است.